# Taekwondo-Europameisterschaften 2000
Die Taekwondo-Europameisterschaften 2000 fanden vom 4. bis 7. Mai 2000 in Patras, Griechenland, statt. Veranstaltet wurden die Titelkämpfe von der European Taekwondo Union (ETU). Insgesamt fanden 16 Wettbewerbe statt, jeweils acht bei Frauen und Männern in unterschiedlichen Gewichtsklassen.
Die Türkei war mit vier Gold- und vier Bronzemedaillen die erfolgreichste Nation. Dahinter folgte Deutschland, dessen Kämpfer drei Europameistertitel gewannen sowie zwei Silber- und eine Bronzemedaille.

## Medaillengewinner

### Frauen
| Gewichtsklasse | Gold                | Silber                  | Bronze               |
| -------------- | ------------------- | ----------------------- | -------------------- |
| - 47 kg        | Belén Asensio       | Fadime Helvacioglu      | Isabella Martinetti  |
| - 47 kg        | Belén Asensio       | Fadime Helvacioglu      | Kadriye Selimoğlu    |
| - 51 kg        | Swetlana Noskowa    | Jennifer Delgado        | Aimee Bungalembun    |
| - 51 kg        | Swetlana Noskowa    | Jennifer Delgado        | Hanne Poulsen        |
| - 55 kg        | Hamide Bıkçın Tosun | Gwladys Épangue         | Gemma Magría         |
| - 55 kg        | Hamide Bıkçın Tosun | Gwladys Épangue         | Ivona Skelin         |
| - 59 kg        | Virginia Lourens    | Sonia Reyes             | Lila Halkjær         |
| - 59 kg        | Virginia Lourens    | Sonia Reyes             | Zeynep Murat         |
| - 63 kg        | Ayşenur Taşbakan    | İnci Taşyürek           | Luisa Arnanz         |
| - 63 kg        | Ayşenur Taşbakan    | İnci Taşyürek           | Kalliopi Papaioannou |
| - 67 kg        | Jekaterina Nasarowa | Elena Benítez           | Morfou Drosidou      |
| - 67 kg        | Jekaterina Nasarowa | Elena Benítez           | Ksenia Tschucha      |
| - 72 kg        | Elisavet Mystakidou | Alessja Tscharnjauskaja | Veera Liukkonen      |
| - 72 kg        | Elisavet Mystakidou | Alessja Tscharnjauskaja | Valérie Wiet-Henin   |
| + 72 kg        | Marija Konjachina   | Daniela Castrignanò     | Nataša Vezmar        |
| + 72 kg        | Marija Konjachina   | Daniela Castrignanò     | Marija Schurawskaja  |

### Männer
| Gewichtsklasse | Gold                | Silber                | Bronze               |
| -------------- | ------------------- | --------------------- | -------------------- |
| - 54 kg        | Juan Antonio Ramos  | Christophe Civiletti  | Miroslav Krklješ     |
| - 54 kg        | Juan Antonio Ramos  | Christophe Civiletti  | Mert Tuncer          |
| - 58 kg        | Michalis Mouroutsos | Miguel Toledo         | Muhammed Ali Karatas |
| - 58 kg        | Michalis Mouroutsos | Miguel Toledo         | Josef Salim          |
| - 62 kg        | Erol Denk           | Dennis Mollet         | Shirwan Hasan        |
| - 62 kg        | Erol Denk           | Dennis Mollet         | Niyamaddin Pashayev  |
| - 67 kg        | Georgios Ionas      | Martin Lagerberg      | Mika Tarhanen        |
| - 67 kg        | Georgios Ionas      | Martin Lagerberg      | Francisco Zas        |
| - 72 kg        | Aziz Acharki        | Thijs Oude Luttikhuis | Marcos Carreira      |
| - 72 kg        | Aziz Acharki        | Thijs Oude Luttikhuis | Christophe Négrel    |
| - 78 kg        | Bekir Aydın         | Jon Garnika           | Antonio Cutugno      |
| - 78 kg        | Bekir Aydın         | Jon Garnika           | Roman Livaja         |
| - 84 kg        | Faissal Ebnoutalib  | Jon García Aguado     | Kristijan Kralj      |
| - 84 kg        | Faissal Ebnoutalib  | Jon García Aguado     | Yasin Yağız          |
| + 84 kg        | Bahri Tanrıkulu     | Rubén Montesinos      | Teemu Heino          |
| + 84 kg        | Bahri Tanrıkulu     | Rubén Montesinos      | Michalis Kotsopoulos |

## Medaillenspiegel
| Platz  | Land           | Gold | Silber | Bronze | Gesamt |
| ------ | -------------- | ---- | ------ | ------ | ------ |
| 1      | Türkei         | 4    | −      | 4      | 8      |
| 2      | Deutschland    | 3    | 2      | 1      | 6      |
| 3      | Griechenland   | 3    | −      | 3      | 6      |
| 4      | Russland       | 3    | −      | −      | 3      |
| 5      | Spanien        | 2    | 7      | 4      | 13     |
| 6      | Niederlande    | 1    | 2      | 1      | 4      |
| 7      | Frankreich     | −    | 2      | 2      | 4      |
| 8      | Italien        | −    | 1      | 2      | 3      |
| 9      | Schweden       | −    | 1      | 1      | 2      |
| 9      | Belarus        | −    | 1      | 1      | 2      |
| 11     | Dänemark       | −    | −      | 3      | 3      |
| 11     | Finnland       | −    | −      | 3      | 3      |
| 11     | Kroatien       | −    | −      | 3      | 3      |
| 14     | Aserbaidschan  | −    | −      | 1      | 1      |
| 14     | Belgien        | −    | −      | 1      | 1      |
| 14     | BR Jugoslawien | −    | −      | 1      | 1      |
| 14     | Ungarn         | −    | −      | 1      | 1      |
| Gesamt | Gesamt         | 16   | 16     | 32     | 64     |